# فهد الفهد
فهد الفهد (عربی: فهد هزاع الحمد الفهد؛ زادهٔ ۱ دسامبر ۱۹۸۳) بازیکن فوتبال اهل کویت بود.
از باشگاه‌هایی که در آن بازی کرده‌است می‌توان به باشگاه ورزشی السالمیه کویت، باشگاه ورزشی کاظمه کویت، و باشگاه فوتبال النهده عمان اشاره کرد.
وی همچنین در تیم ملی فوتبال کویت بازی کرده‌است.